# Dibrugarh (district)
Dibrugarh is een district van de Indiase staat Assam. Het district telt 1.172.056 inwoners (2001) en heeft een oppervlakte van 3381 km².
Hoofdstad: Dispur
Districten:
Baksa
· Barpeta
· Biswanath
· Bongaigaon
· Cachar
· Charaideo
· Chirang
· Darrang
· Dhemaji
· Dhubri
· Dibrugarh
· Dima Hasao
· Goalpara
· Golaghat
· Hailakandi
· Hojai
· Jorhat
· Kamrup
· Kamrup Metro
· Karbi Anglong
· Karimganj
· Kokrajhar
· Lakhimpur
· Majuli
· Morigaon
· Nagaon
· Nalbari
· Sivasagar
· Sonitpur
· South Salmara-Mankachar
· Tinsukia
· Udalguri
· West Karbi Anglong